# Nationalsozialistische Frauenschaft

Emblem för Nationalsozialistische Frauenschaft.

Nationalsozialistische Frauenschaft eller NS-Frauenschaft (NSF) var det Nationalsocialistiska tyska arbetarepartiets kvinnoförbund. Det var verksamt mellan 1931 och 1945.

## Bakgrund och bildande
Det bildades i oktober 1931 genom en förening av flera mindre nazistiska kvinnogrupper. Efter det nazistiska maktövertagandet 1933, övervakade NSF att samtliga tyska kvinnoföreningar som inte hade förbjudits av nazistpartiet inlemmades i paraplyorganisationen Deutsches Frauenwerk (DFW). Denna låg i sin tur i praktiken under NSF, då de båda lydde under samma ordförande.
I Nazityskland var detta den statliga politiska organisationen för vuxna kvinnor, medan Bund Deutscher Mädel var för flickor. NSF utgav en propagandatidning för kvinnor, NS-Frauen-Warte, som utkom med ett nummer varje vecka. NSF betraktades som Nazitysklands främsta propagandaorgan direkt till vuxna kvinnor, och man hade 1938 ett medlemsantal på två miljoner. Detta var ungefär 40 procent av partiets totala medlemsantal. 

## Verksamhet
NSF:s främsta uppgift var att instruera kvinnor om deras samhällsroll i enlighet med partilinjen. Denna roll bestod huvudsakligen av att gifta sig, bli hemmafru och föda friska "renrasiga" barn, samt att ge dessa en kroppsligt hälsosam uppfostran. Kvinnors huvuduppgift enligt nazistiskt ideal illustrerades av Moderkorset, den medalj som delades ut till kvinnor som fött många friska barn. 
Även om högre utbildning för kvinnor inte uttryckligen förbjöds, så infördes kvoter för hur många kvinnor som fick studera på universiteten. I yrkeslivet begränsades kvinnors möjligheter genom åtgärderna som användes för att pressa ned arbetslösheten bland män, vilket bland annat gjordes genom att kvotera bort kvinnor och premiera män vid anställningar och befordringar: vissa yrken och tjänster förbjöds också formellt för kvinnor, så som militära, politiska och juridiska tjänster, och professorstjänster inom vissa ämnen. För att uppmuntra kvinnor att inte studera och bli yrkesverksamma utan att gifta sig istället, infördes 1938 hushållsåret, ett obligatoriskt arbetsår efter grundskolan, som hade till syfte att övertyga flickorna att inte studera vidare utan ägna sig åt hushållsarbete samt hushålls - och barnavårdskurser. 
Medlemmarna arrangerade föreläsningar och kurser för kvinnor, kurser som huvudsakligen gick ut på att undervisa kvinnor om hushållskunskap, barnavård och uppfostran samt om den nazistiska partilinjen. Bland annat hölls kurser för att tillverka olika hushållsprodukter på egen hand, liksom föreläsningar för skolflickor och blivande brudar. Bland kvinnoförbundets aktiviteter fanns mödra- och brudskolor, såsom Reichsbräuteschule (Riksbrudskolorna), som 1937-1944 höll kurser för blivande brudar för att lära dem leva som perfekta hustrur och mödrar enligt nazistiska ideal. 
Hemmafruidealet innebar också att partiets kvinnoförbund inte hade något politiskt inflytande, eftersom partiet inte ansåg att kvinnor skulle ägna sig åt politik. 
Under andra världskriget lade NSF om sin propaganda från framhävandet av rollen som barnaföderska till att uppmana kvinnor att arbeta i krigsindustrin och delta i krigsarbete där de behövdes, och efterleva att partiets regler om dessa följdes. NSF medverkade i vissa krigsbrott, så som fördelningen av stulna kläder till fattiga tyskar och tillhandahöll kvinnliga slavarbetare för hushållsarbete hos tyska kvinnor. Man arrangerade även visst socialt arbete, så som soppkök för tyska flyktingar.

## Ordförande
- Elsbeth Zander 1931-1933
- Lydia Gottschewski 1933-1934
- Gertrud Scholtz-Klink 1934-1945